# Banbasa
Banbasa es una ciudad censal situada en el distrito de Champawat,  en el estado de Uttarakhand (India). Su población es de 7990 habitantes (2011). 

## Demografía
Según el censo de 2011 la población de Champawat  era de 7990 habitantes, de los cuales 4234 eran hombres y 3756 eran mujeres. Banbasa tiene una tasa media de alfabetización del 77,19%, inferior a la media estatal del 78,82%: la alfabetización masculina es del 85,10%, y la alfabetización femenina del 68,30%.